# Schizonoda
Schizonoda là một chi bọ cánh cứng trong họ Chrysomelidae.
Chi này được miêu tả khoa học năm 1950 bởi Bechyne.

## Các loài
Các loài trong chi này gồm:
- Schizonoda aresca Bechyne, 1983
- Schizonoda eloquens Bechyne, 1983